# Паспорти вакцинації під час пандемії COVID-19

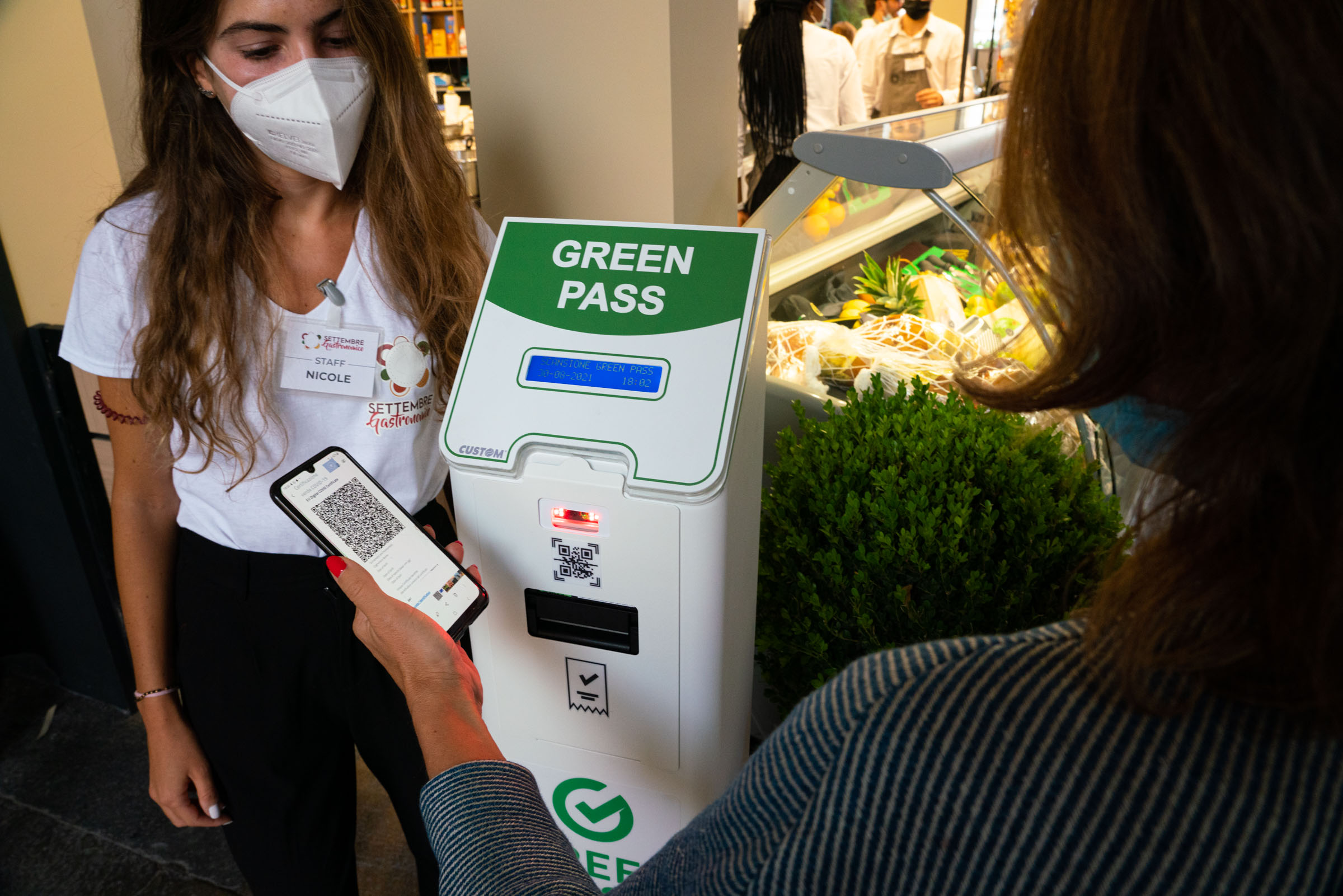
Зелений пропуск ЄС у цифровому форматі сканується перед входом у бістро в Пармі, Італія

Паспорт вакцинації або сертифікат вакцинації, міжнародне свідоцтво про вакцинацію — це документ, який використовується як посвідчення в рамках зусиль по боротьбі з пандемією COVID-19 за допомогою вакцинації. Паспорт вакцинації, як правило, видається державним органом або органом охорони здоров'я і складається зі штрих-коду, QR-коду, у паперовій форми або як документ у мобільному додатоку.
Використання паспортів вакцин ґрунтується на загальній презумпції, що вакцинована особа рідше передаватиме SARS-CoV-2 іншим, матиме більше шансів уникнути важких наслідків у разі інфікування, що робить зібрання вакцинованих осіб відносно безпечнішими.
Згідно з розпорядженнями урядів країн, використання паспортів вакцинації є обов'язковим у громадських місцях (наприклад, для відвідування ресторанів, концертів та спортивних змагань), і не стосується роботи найважливіших підприємств, таких як роздрібні магазини або заклади охорони здоров'я. У Франції, Італії, Ірландії та Канаді та інших країнах запровадження паспортів вакцинації сприяло збільшенню кількості вакцинованих осіб.
Незважаючи на докази позитивних ефектів вакцинації, введення паспортів вакцинації пов'язано з етичними та правовими проблемами. Критики стверджують, що система паспортів вакцинації призводить до порушення громадянських свобод.

## Впровадження

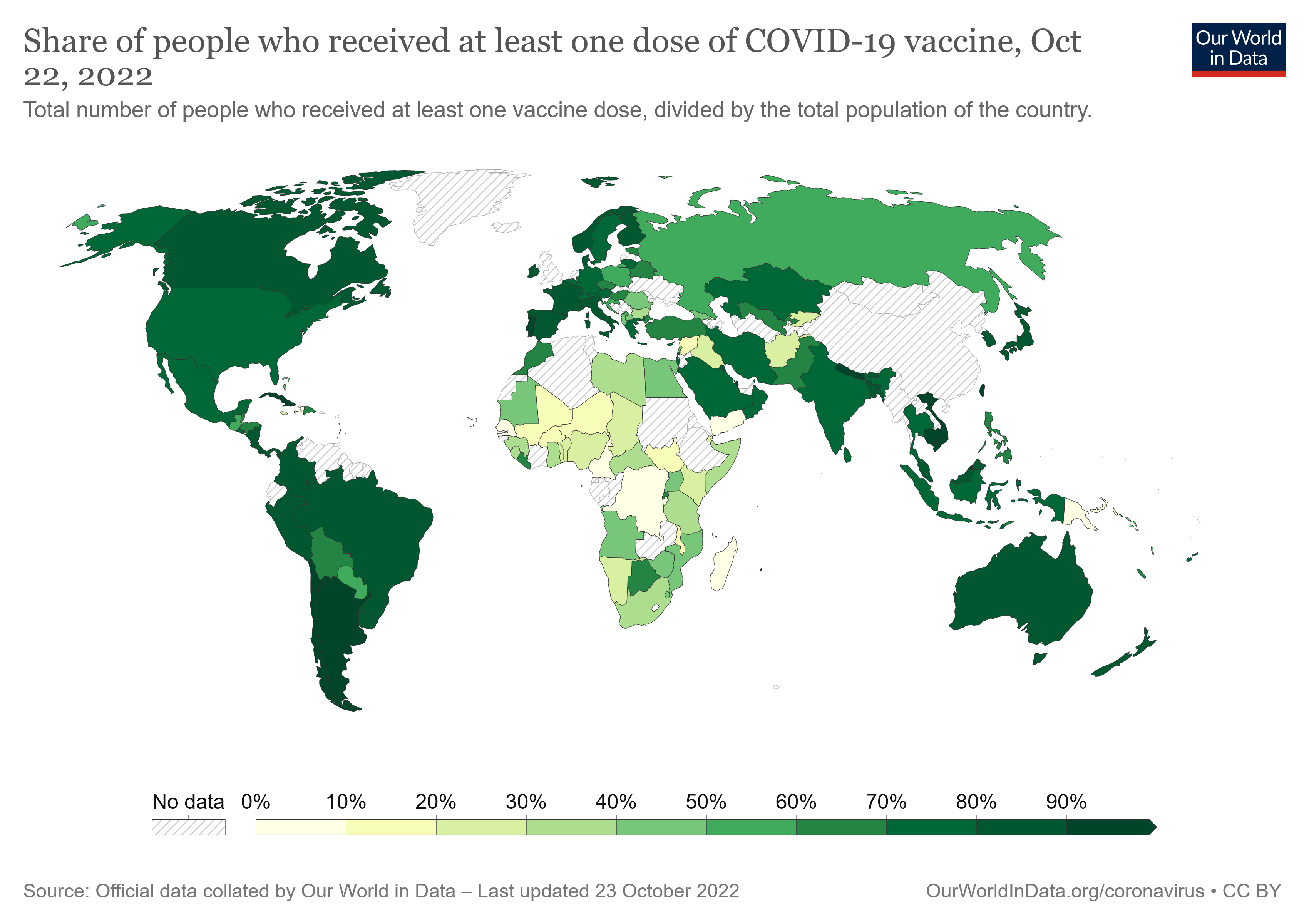
Частка людей, які отримали хоча б одну дозу вакцини проти COVID-19, по відношенню до загальної кількості населення країни. Дата вказана внизу карти.

Багато урядів, включаючи Фінляндію, та Німеччину, рано виявили інтерес до концепції паспорту вакцинації, які розглядалися як потенційний спосіб стимулювати вакцинацію і уникнути жорстких карантинів у майбутньому.
У травні 2020 року в Чилі почали видавати пацієнтам «свідоцтва про одужання» Багато урядів, включаючи Фінляндію, Німеччину, Велику Британію, та Сполучені Штати виявили інтерес до концепції.

У лютому 2021 року Ізраїль став однією з перших країн, які запровадили систему паспортів вакцин, яку назвали «зеленим пропуском». Вони потрібні для доступу до спортивних залів, готелів, барів і ресторанів.

## Паспорти вакцинації в окремих країнах

##### Ізраїль
Ізраїль був однією з перших країн, які випустили так відомий як Зелений пропуск (Green Pass) у лютому 2021 року Режим перепусток було припинено 1 червня 2021 року, коли здавалося, що епідемію в країні подолано, але після сплеску нових заражень режим було відновлено 29 липня 2021 року У жовтні 2021 року всі існуючі Green Pass були анульовані, якщо останнє щеплення було зроблено більше ніж 6 місяців тому. Щоб отримати новий дійсну перепустку та вважатися «повністю вакцинованим» в Ізраїлі, власнику потрібно пред'явити підтвердження третьої («бустерної») дози вакцини або показати підтвердження одужання протягом останніх 6 місяців. Ця зміна торкнулася більше мільйона жителів, які раніше вважалися «повністю вакцинованими». Тимчасовий Green Pass можна отримати при негативному тесті на віруси, але особа має бути оплачена, якщо вона не має права на вакцинацію.

#### Європейський Союз
Європейський Союз пропонує цифровий сертифікат ЄС про COVID-19 (EUDCC), підтверджений цифровим підписом вакцинації, підтвердження недавнього одужання або нещодавнього негативного тесту, для використання під час подорожей в межах Шенгенської зони з меншими обмеженнями. Він був запущений в липні 2021 року і застосовується для громадян ЄС, а також для мандрівників з-за меж регіону.
У жовтні 2021 року Йоганнес Барке, представник Європейської комісії з цифрових технологій, заявив, що EUDCC «встановила глобальний стандарт, будучи єдиною системою, яка зараз діє на міжнародному рівні». З початку липня 2021 року було видано понад 591 мільйон сертифікатів, з них 438 мільйонів на основі вакцинації.

#### Україна
В Україні починаючи з жовтня-листопада 2021, сертифікат про отримання хоча б одну дозу вакцини, вимагається для користування міжміським транспортом (в Києві — також міським), відвідування деяких громадських місць. Сертифікат про повну вакцинацію вимагається для працівників освітніх закладів та органів виконавчої влади.

#### Велика Британія
На початку вересня 2021 року паспорти вакцинації було впроваджено в Англії, Шотландії та Уельсі для осіб, що отримали дві дози вакцин Pfizer, Moderna або AstraZeneca; одну доза вакцини Janssen; або мають «доказ природного імунітету, підтверджений позитивним результатом ПЛР- тесту на COVID-19, який триває 180 днів після дати позитивного тесту та після завершення періоду самоізоляції».
Англія скасувала програму Covid Pass 12 вересня 2021 року через несприйняття консервативними членами парламенту та лідерами бізнесу через потенційну дискримінацію та економічну шкоду, тоді як Шотландія та Уельс зберегли програму.

#### Сполучені Штати

Карта, яка показує, які штати США запропонували або впровадили (зелений), заборонили (червоний) або частково заборонили (жовтий) паспорти вакцини проти COVID-19. Станом на жовтень 2021 року жоден штат США не зобов'язувався використовувати паспорти вакцин.

Сполучені Штати не планують впроваджувати цифрові паспорти вакцинації на федеральному рівні з огляду на проблеми конфіденційності та прав людини, проте владам окремих штатів дозволено впроваджувати політику щодо паспортів вакцинації на регіональному рівні.
Посвідчення кожного штату мають різний ступінь взаємодії з іншими державними та іноземними урядами; деякі штати мають закриті системи з QR-кодами, які можна використовувати лише в межах штату, що видає документ, інші мають широку взаємодію.
Щонайменше 20 штатів заборонили державним установам вимагати паспорти вакцини, а в штатах Алабама, Флорида, Айова, Монтана та Техас також заборонено вимагати паспорти вакцинації приватним установам з огляду на неприпустимість дискримінації осіб, що зробили особистий вибір не отримувати вакцину.

## Аргументи і суперечки
Станом на вересень 2021 року Всесвітня організація охорони здоров'я (ВООЗ) визнала, що обов'язкові паспорти вакцини проти COVID-19 є дискримінаційними щодо країн з обмеженим доступом до вакцинації, але в кінцевому підсумку їх можна буде розглянути для міжнародних подорожей, коли доступ до вакцин покращиться.
У деяких країнах рівень вакцинації збільшився після того, як уряди оголосили про впровадження паспортів вакцинації.

### Етичні та соціальні проблеми
Етичні питання навколо паспортів вакцинації, стосуються цілей політики їх використання. Дисбаланс у розподілі вакцин по країнах призводить до нервіності у правах свободи пересування. Попри це багато країн все частіше дозволяють в'їзд у країну або вимагають перебування на карантині саме з огляду на статус вакцинації подорожуючого.
В організації Нагляд за правами людини (HRW) висловили занепокоєння тим, що вимога паспортів вакцинації призводить до ризику втрати роботи, спонукає людей навмисно заразитися, щоб отримати сертифікати імунітету, а також стимулює розвиток чорного ринку підроблених або сфальсифікованих сертифікатів вакцинації.
Через обмеження соціальної, громадської та економічної діяльність, паспорти вакцинації можуть «збільшувати існуючі гендерні, расові, етнічні та національні нерівності». Сертифікати імунітету також породжують проблеми конфіденційності.